# Schulstation
Eine Schulstation ist eine Einrichtung der Jugendhilfe an einer öffentlichen Schule. Schulstationen sind präventiv ausgerichtet und zielen auf eine Kompensation und Überwindung von sozialen und individuellen Beeinträchtigungen und Benachteiligungen.
Schulstationen wenden sich somit an Schülerinnen und Schüler mit sozialpädagogischem Bedarf, der aus persönlichen, familiären oder schulischen Problemen erzeugt wird.
Ziel der Arbeit der Schulstationen ist eine Erhöhung der psychischen und sozialen Stabilität der Schüler, damit diese ihre Lern- und Leistungsfähigkeit steigern können und die Bedingungen der Persönlichkeitsentwicklung und Sozialisation verbessern können.
Die Aufgabenbereiche der Schulstation sind
- Prävention,
- Konfliktmanagement und Krisenbewältigung,
- Elternarbeit und
- sozialpädagogische Aufgaben.